# Aikikai
Aikikai (jap. kanji 合気会, hiragana あいきかい), izvorna škola japanske borilačke vještine aikido. Ova škola je usredočena na Aikikai zakladu u Japanu, na čijem se čelu nalazi doshu. Aikikai škola je na svjetskoj razini zastupljena preko Međunarodne aikido federacije (IAF).

## Aikikai zaklada
Zaklada Aikikai (jap.: 財団法人合会会; Zaidan Hōjin Aikikai), izvorna je aikidaška organizacija. Zakladu je 1940., u Japanu, osnovao utemeljitelj aikida Morihei Ueshiba (poznat među aikidokama kao O-Sensei (Veliki učitelj)) pod nazivom Zaklada Kobukai (jap.: 財団法人皇武会; Zaidan Hojin Kobukan). Nakon Drugog svjetskog rata, 1948. godine, preregistrana je u Aikikai. U njenom imenu Kai (会) znači skupština ili klub. Na čelu je Aikikai zaklade se nalazi došu, živi nasljednik osnivača aikida.
Aikikai zaklada djeluje kao Honbu dođo (jap. kanji 本部 道場, hiragana ほんぶ どうじょう, romaji Honbu dōjō), i smatra se svjetskim središtem aikida. Nalazi se u Tokiju. Izraz Honbu (jap. kanji 本部, hiragana ほんぶ, honbu) ponekad se može koristiti i za označavanje viših nivoa instruktora u Honbu dojou ili same Aikikai zaklade.
Aikikai zaklada trenutno upravlja i jednim satelitskim dođom, povijesnim Iwama dođom (jap. kanji 合氣神社, hiragana あいきじんじゃ, romaji Aiki jinja), koji se nalazi u središtu prefekture Ibarakija, oko 100 km sjeveroistočno od Tokija.
Aikikai zaklada kontinuirano šalje svoje instruktore širom Japana i svijeta kako bi podučavali aikido. Izdaje i diplome (menkyo, jap. kanji 免許, hiragana めんきょ) za aikido zvanja, koje doshu legitimira u cijelom svijetu.

## Doshu
| #  | slika | ime                               | mandat | mandat     |
| -- | ----- | --------------------------------- | ------ | ---------- |
| 1. |       | Morihei Ueshiba(1883. – 1969.)    | 1925.  | 1969.      |
| 2. |       | Kisshomaru Ueshiba(1921. – 1999.) | 1970.  | 1999.      |
| 3. |       | Moriteru Ueshiba(r. 1951.)        | 1999.  | trenutačno |

Doshu (jap.: kanji 道主, hiragana どうしゅ; romaji Dōshu) u doslovnom prijevodu znači "Gospodar puta". To je naslov koji označava glavnu osobu aikida. Iako se isti naziv može upotrabiti kao naslov u drugim disciplinama, u japanskom jeziku njegovo značenje je određeno za zakladu Aikikai. Sustav nasljednika u ovoj vještini je rezerviran u vidu nasljeđivanja. To je karakteristično za kobudo borilačke vještine u Japanu. Na čelu Aikikai zaklade naslov doshu se nasljeđuje i to uvijek preko člana iz obitelji Ueshiba.
Osnivač (開祖, kaiso) je Morihei Ueshiba. Drugi doshu (二代道主) bio je Kisshomaru Ueshiba. Treći (三代道主) i sadašnji na poziciji doshua jeMoriteru Ueshibu. Unuk je osnivača Moriheija, a naslov doshua stekao je 1999. godine. Nasljedit će ga njegov sin Mitsuteru Ueshiba. On trenutno nosi naslov waka (若 )-sensei, što u prijevodu znači nasljednik.

## Hombu dođo
Hombu dođo  (Hombu Dōjō) u Tokiju je sjedište Aikikai zaklade. Službeno je imenovan sjedištem aikida u svijetu, a s njim u potpunosti upravlja Aikikai zaklada. Ponekad se naziva i kao Aikikai Hombu da bi se razlikavao od sjedišta kasnijih aikido organizacija. Hombu dođo ima 30 instruktora aikida, od kojih većina ima zvanje shihan. Među instruktorima je i aktualni doshu.
Hombu dođo je osnovan u travnju 1931. godine, a osnovao ga je O-Sensei, osnivač aikida. Prvobitno se zvao Kobukan dođo (Dođo za obuku carskih vojnika), ali nazvan je Hombu dođo nakon Drugog svjetskog rata. Godine 1967. izvornu jednokatnu drvenu konstrukciju zamijenila je petokatna moderna građevina. Nastava se u Hombu dođo odvija u tri prostorije, što u površini ima oko 250 tatamija. Glavno područje za vježbanje ima 105 tatamija. Druga dvije dvorane za vježbanje, koje sadrže 72 i 42 tatamija, često se koriste za nastavu za početnike, za djecu, nastavu za žene ili određeni termin.
Nastava se održava sedam dana u tjednu. Početni i redovni sati nastave otvoreni su za sve vježbače aikida koji su postali ili postaju Aikikai članovi.

## Aikikai škola aikida
Unutar Japana postoji oko 1.800 drugih mjesta za vježbanje aikida. Svi su povezani s Hombu dođom, ujedinjeni su u okviru Japanske aikido federacije. U svijetu postoji više od 100 nacionalnih aikido organizacija koje su okupljene oko Hombu dođoa. Svaka nacionalna aikido organizacija predstavlja mnoge dođoe i učenike aikida iz svake od tih zemalja. Ocjene, stupnjevi i napredovanja učenika u tim organizacijama posebno su kodificirani od Hombu dođoa (Hombu dođo ima postupke za ispitivanja, za preporuke aikido stupnjeva i instruktorskih naslova, u idealnom slučaju to osigurava stupanj međunarodne dosljednosti, te služi za sprječavanje lokalnih instruktora da preuveličavaju svoje stupnjeve). Međutim, bez obzira na priznanja, sve strane aikido skupine ostaju organizacijski neovisne od Aikikai zaklade.
Zbog povezanosti s Hombu dođom, učenici ove škole širom svijeta kolektivno se nazivaju Aikikai škola aikida, iako ta "škola" nije službena organizacija. Njihova tehnika aikida može se nazvati Aikikai stil, iako to obuhvaća karakteristično širi spektar tehničkih stilova od kasnijih škola aikida.

## Međunarodna aikido federacija
Međunarodna aikido federacija (IAF) osnovana je 1976. godine i služila je kao primarna svjetska aikido organizacija. Godine 1984. federacija je postala punopravna članica Generalnog saveza međunarodnih sportskih federacija (GAISF) i Međunarodne asocijacije svjetskih igara (IWGA). GAISF je nedavno promijenio ime u SportAccord. Ulazak u članstvo GAISF-a i IWGA bila je važna prekretnica za IAF. Članstvo u ova dva saveza dalo je međunarodno priznanje aikidu, došuu i Hombu dođou.
IAF je danas krovna organizacija aikida s članicama iz više od 49 država. Sve članice moraju biti priznate od Hombu dođoa, tako da IAF isključivo predstavlja Aikikai školu aikida. IAF je demokratska organizacija, ali se poseban značaj daje došuu i vijeću viših instruktora, kako bi se zaštitio "tehnički i moralni" integritet aikida. IAF trenutno prihvata samo po jednu organizaciju članicu iz svake države, te daje svakoj članici jednak glas (po uzoru na Ujedinjene narode). Trenutno preko 100 organizacija ima priznanje iz Hombu dođoa, ali ne mogu sve te organizacije biti članice IAF-a.
| #  | država           | ime                           | mandat | mandat     |
| -- | ---------------- | ----------------------------- | ------ | ---------- |
| 1. | Francuska        | Guy Bonnefond(1974. – 1984.)  | 1974.  | 1984.      |
| 2. | Italija          | Giorgio Veneri(1937. – 2005.) | 1984.  | 1996.      |
| 3. | Velika Britanija | Peter Goldsbury(r. 1944.)     | 1996.  | 2016.      |
| 4. | Japan            | Kei Izawa(r. 1951.)           | 2016.  | 2021.      |
| 5. | Nizozemska       | Wilko Vriesman(r. 1958.)      | 2021.  | 2024       |
| 6. | Japan            | Yoko Okamoto(r. 1956.)        | 2024.  | trenutačno |

Važno je shvatiti da je priznanje od Hombu dođoa prilično drugačije od članstva u IAF-u. Trenutno IAF ima pravilo, da samo jedna organizacija iz svake zemlje može biti član, a Hombu dođo priznaje bilo koju aikido organizaciju koja ispunjava uvjete za priznavanje.
Kao član IWGA-e, IAF je sudjelovao na Svjetskim igrama. Iako aikido nema takmičenja, sudjelovanje na Svjetskim igrama važan je način da se javnost o aikidu bolje upozna. IAF je također sudjelovao u Drugim borbenim igrama SportAccord, koje su se održale u Sankt Petersburgu 2013. godine. Za ove igre preko 70 sudionika okupilo se i demonstriralo aikido tri dana. IAF je sudjelovao u ovim igrama i tom prilikom održao međunarodnu demonstraciju. Također, održan je i seminar o aikidu, a instruktor u završnoj klasi bio je Mitsuteru Ueshiba, praunuk O-Senseija.

## Aikikai kao stil aikida
Aikikai nije jedan od aikido stilova, već podrazumijeva raznolikost tehničkih stilova. To je povezanost sa širokom bazom instruktora prve generacije aikida, koji su imali svoju interpretaciju vještine i ove umjetnosti, ali i drugim utjecajima. Bez obzira na to, Aikikai se često opisuje kao stil za poređenje s drugim (odvojenim) aikido školama. Aikikai je često opisan kao najtradicionalniji, ostao je vjeran kući Ueshiba i ponekad ga nazivaju Ueshiba aikido. Aikikai je zadržao mnoge aspekte koje je O-Sensei cijenio, poput netekmovalnog sustava vježbanja (što je u suprotnosti s Tomikijevim razvojem). Duhovna tumačenja nisu naglašena kao u Ki aikidu.
O-Sensei je svoj vlastiti stil aikida gradio tokom cijelog života. Tehnike Aiki Budoa koje je podučavao prije Drugog svjetskog rata, uglavnom su bile bliže Daito-rju Aiki-džiju-džicu, dok je tečna tehnika bila više naglašena kako je postajao stariji. Zbog tog odnosa, to se odražavalo i ljude koji su kod njega vježbali aikido u različitim vremenskim periodima.
Istaživači koji su istraživali aikido, ustvrdili su da su Kisshomaru Ueshiba i Koichi Tohei odgovorni za nastavni plan i program Aikikaija. Kao rezultat, tvrdi se da su učenja Aikikai izvedena iz učenja prvog došua, Kisshomarua Ueshibe i da se vještina koju je Aikikai pokrenuo razlikuje od one koju je podučavao O-Sensei.

## Vanjske poveznice
- Aikikai Aikido